# 湖南现代物流职业技术学院
湖南现代物流职业技术学院（英語：Hunan Modern Logistics College）位于湖南省长沙市远大二路泉塘，为湖南省一所高等专科大学。

## 校史沿革
1965年，湖南省物资厅建立了“湖南省物资学校”，是“湖南现代物流职业技术学院”的前身。
2005年，湖南省物资学校和湖南省石化职工大学合并升格为专科层次的高等职业院校，并且更名为“湖南现代物流职业技术学院”。学院现为湖南省人民政府和中国物流与采购联合会共建院校，也是中国物流与采购联合会物流职业教育研究中心和培训中心。
2008年，湖南现代物流职业技术学院率先牵头组建湖南现代物流职业教育集团----湖南省第一家职教集团。
2009年，湖南现代物流职业技术学院成为湖南省省政府立项并建设的省级示范性高等职业学院。荣获“物流人才培育杰出院校”称号；被中国教育评价中心评为“全国最具特色职业院校”。
2010年9月30日，湖南现代物流职业技术学院近万名师生和历届校友欢聚一堂，共庆学院成立45周年。

## 学校院系
湖南现代物流职业技术学院开设了5个系，16个专业。
- 物流管理系
- 物流工程系
- 物流信息系
- 物流经贸系
- 公共管理系

## 学校文化

### 校训
明德 、崇技、笃行 、励志

### 校风
团结、勤奋、求实、创新

## 脚注
1. ↑  “明德”出自《大学》：“大学之道，在明明德，在亲民，在止于至善。”
2. ↑  “笃行”出自《礼记》：“儒有博学而不穷，笃行而不倦。
3. ↑  “励志”出自：汉朝班固《白虎通·谏诤》：“励志忘生，为君不避丧生。”